# Schloss Neusorge

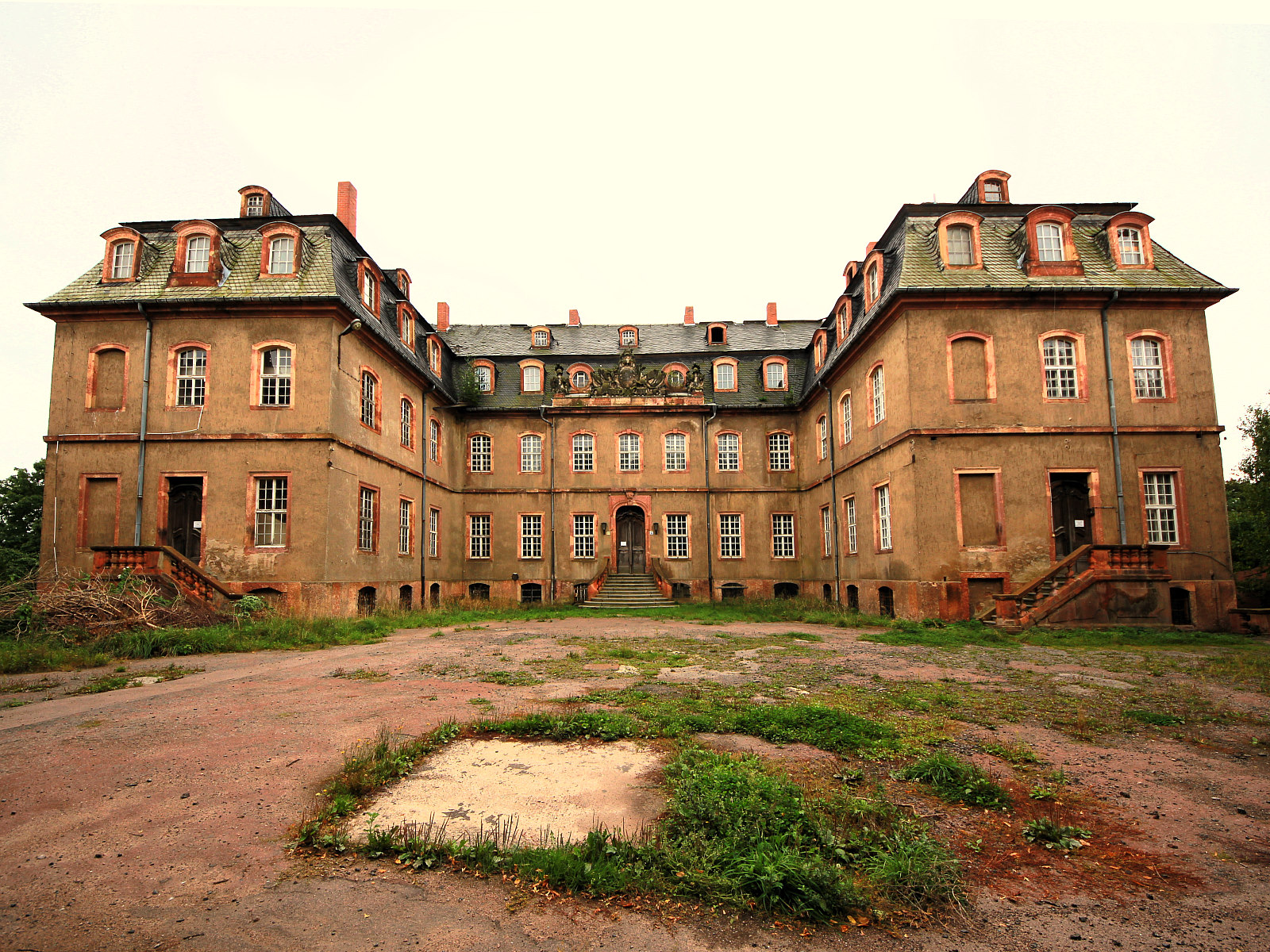
Schloss Neusorge

Schloss Neusorge ist eine verfallende barocke Schlossanlage im Ortsteil Zschöppichen der Stadt Mittweida im sächsischen Landkreis Mittelsachsen. Der Rittersitz war der Mittelpunkt der Herrschaft Neusorge.
In den 1920er Jahren diente das Schloss als Kinderheim der schwedischen Philanthropin Elsa Brändström, der dort 2014 ein Denkmal gesetzt wurde.

## Geschichte

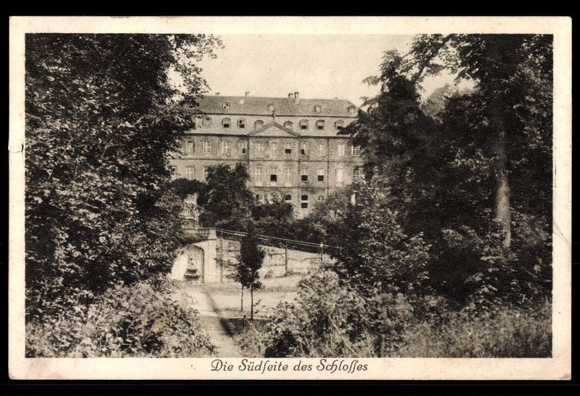
Schloss Neusorge als Elsa Brändströms Kinderheim in den 1920er Jahren

Zschöppichen wurde im Jahr 1350 als Besitz der Ritter von Wolkenburg erstmals urkundlich erwähnt und 1445 als Rittersitz benannt. Mitte des 15. Jahrhunderts gelangt Zschöppichen an die Familie von Stockhausen und von dieser im Erbgang an die Familie von Schönberg. Durch die Familie von Schönberg wurde der Name Neusorge geprägt, die nach einem Brand anstelle der Burganlage 1579 ein Renaissanceschloss errichtete. 1610 wurde Neusorge an den Kurfürsten Christian II. von Sachsen veräußert und gelangte 1689 in die Hände der Familie von Arnim.
General von Arnim errichtete 1720 die Schlossanlage in barocker Form, die aber 1745 bereits durch einen Brand nach einem Blitzeinschlag wieder zerstört wurde. Der Wiederaufbau vermutlich nach Plänen des sächsischen Rokoko-Architekten Johann Christoph Knöffel begann 1751, wurde jedoch durch den Siebenjährigen Krieg und einen kurzzeitigen Besitzerwechsel auf Gotthelf Adolph von Hoym (1756/67) durch Carl Sigismund von Arnim (1700–1773) erst Ende der 1760er Jahre abgeschlossen. Abgeschlossen heißt: Das Rittergut, das Gerichtsgebäude sowie die Orangerie und der Park waren vollendet, auch Gasthaus, Taubenhaus und Schäferei. Das Schloss blieb selbst als verschlossener Rohbau stehen und wurde zwischenzeitlich als Scheune und Brennerei genutzt. Carl Sigismund von Arnim verkaufte das fast wiederaufgebaute Schloss Neusorge an Heinrich von Bünau. Über mehrere Zwischenerwerber gelangte Neusorge in den Besitz der Familie von Carlowitz, die das Schloss vor dem Ersten Weltkrieg an den Leipziger Fürsorgeverband verkaufte, der Orangerie und Schloss als Kinderheim nutzte. 

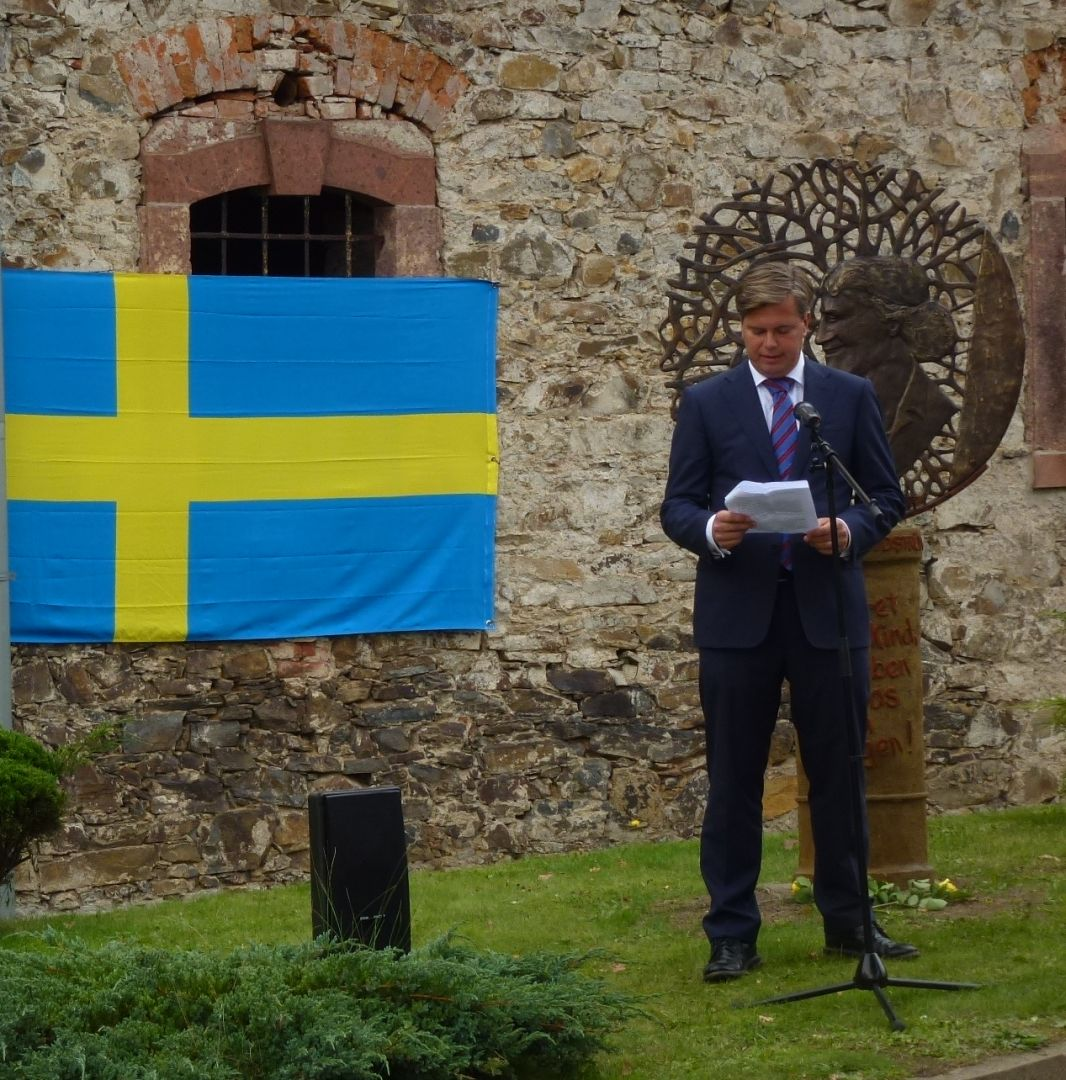
Botschafter bei der Einweihung des Brändström-Denkmals vor dem Schloss

1923/24 übernahm Elsa Brändström Schloss Neusorge, um hier ein Kinderheim für Kinder ehemaliger deutscher Kriegsgefangener, welche in russischer Gefangenschaft gestorben waren, unterzubringen. Neben 60 Stammkindern, Halb- oder Vollwaisen, die in Familiengruppen aufwuchsen, nahm das Schloss jeweils für einige Wochen Gruppen von 150 Erholungskindern auf. Bis zur Aufgabe des Hauses durch Elsa Brandström 1931 kamen 2931 Kinder hier zur Erholung. Der Leipziger Fürsorgeverein erhielt das Haus zurück, doch dessen Nutzung wurde 1934 durch die Nationalsozialisten beendet und das Schloss dann als Motorsportschule des NSKK genutzt. Das Rittergut wurde als sogenannte 1. Sächsische Bauernsiedlung in 10 landwirtschaftliche Betriebe aufgeteilt. Nach dem Zweiten Weltkrieg diente das Schloss als Flüchtlingswohnheim, kurzzeitig als Sportschule und ging in die Rechtsträgerschaft der Volksbildung für den Bezirk Karl-Marx-Stadt über, wo es wieder als Kinderheim und Schule für schwer erziehbare Kinder und Jugendliche, benannt nach dem sozialistischen Spanienkämpfer Fritz Pawlowski, bis 1993 genutzt wurde. 
Seither steht das Schloss leer und verfällt. 2014 wurde vom schwedischen Botschafter ein Denkmal zu Ehren Brändströms vor dem sanierten Torhaus eingeweiht.
Anfang 2023 geriet das Schloss wieder in Aufmerksamkeit durch das Angebot einer Berliner Maklerfirma, die es für 1,2 Millionen Euro anboten und es als „luxuriös“ bezeichneten. Aufgrund des ausgeprägten Verfalls erschien dieser Kaufpreis überzogen.

## Anlage
Das Barockschloss ist eine elf-achsige Dreiflügelanlage (Parkseite: 13 Achsen) mit einem Ehrenhof. Der Putzbau verfügt über zwei Vollgeschosse und ein Mansardgeschoss auf einem großen Gewölbekeller; zur Parkseite hin sind drei Vollgeschosse ausgebildet. Davor liegt ein Torhaus mit dem gespiegelten Ehrenhof als Wirtschaftshof des ehemaligen Gutsbetriebes, an dessen Seitenflügel sich westlich im rechten Winkel die große Orangerie anschließt, während sich an den östlichen Seitenflügel des Torhauses das Erbgericht genannte Gebäude anschließt. Der in Bruchstein aufgeführte Wirtschaftshof ist eingeschossig mit Fledermausgauben im Spitzdach ausgeführt. Der ehemals barocke Park vor den barocken Terrassen ist stark verwildert. Der Teich ist versandet. Die Statuen der Vier Jahreszeiten des Bildhauers Johann Gottfried Knöffler wurden beim Verkauf durch die Familie Carlowitz nicht mit veräußert, gingen jedoch beim Luftangriff auf Dresden 1945 verloren. Im Park wurde 1984 ein neues Kinderheim in Plattenbauweise errichtet.